# Talib Dawud
Talib Ahmad Dawud (eigentlich Alfonso Nelson Rainey, * 26. Januar 1923 auf Antigua; † 9. Juli 1999 in New York City) war ein US-amerikanischer Jazztrompeter.

## Leben
Dawud stammte aus Antigua und Barbuda und hatte Unterricht bei seinem Vater, einem Trompeter, der in Marching Bands spielte; seine Mutter war Sängerin, die sich selbst am Klavier begleitete. Dawud lernte außerdem Banjo und Orgel. Seine weitere Ausbildung an der Highschool und Musikschule erlebte er in den USA, als Ende der 1930er-Jahre nach New York kam. Wegen der Unterstützung durch die Barrymore-Stiftung nahm er zunächst den Künstlernamen Barrymore Rainey an. Nach dem Studium an der Juilliard School 1940 spielte er bei Tiny Bradshaw, Louis Armstrong, Benny Carter, Andy Kirk, Jimmie Lunceford, Roy Eldridge und in weiteren Swingorchestern. In Philadelphia lernte er Sheik Nasir Ahmad kennen, was ihm dann bewog, zum Islam zu konvertieren und den Namen Talib Dawud anzunehmen. In der zweiten Hälfte der 1940er-Jahre und erneut ab 1956 gehörte er der Dizzy Gillespie Big Band an, mit der 1957 auf dem Newport Jazz Festival auftrat. Im Bereich des Jazz war er zwischen 1944 und 1957 an 20 Aufnahmesessions beteiligt.
Er heiratete 1958 die Sängerin Dakota Staton, war ab 1959 nicht mehr als aktiver Musiker tätig und betrieb einen Afrika-Importshop in New York City. Als Mitglied der islamischen Sekte Ahmadiyya Moslem Brotherhood of America, Inc., die sich von der Nation of Islam distanzierte, schrieb er zahlreiche Artikel in der afroamerikanischen Chicagoer Tageszeitung New Crusader zur Kontroverse zwischen Elijah Muhammad und Malcolm X.